# موتشوویتسه
موتشوویتسه (به چکی: Močovice) یک منطقهٔ مسکونی در جمهوری چک است که در ناحیه کوتنا هورا واقع شده‌است.